# La Clé de verre
Pour les films adaptés du roman, voir La Clé de verre (film, 1942) et La Clé de verre (film, 1935).
La Clé de verre est un roman policier américain de Dashiell Hammett, publié pour la première fois en 1931.

## Résumé
Ned Beaumont, joueur et racketteur, est le dévouement incarné pour son chef, Paul Madvig, homme d'affaires discret et propriétaire d'une salle de jeux qui fait de lui le parrain de la pègre locale. Madvig courtise Janet, la fille du sénateur Henry, et le politicien n'ose l'éconduire puisque qu'une campagne électorale s'en vient et qu'il doit compter sur le soutien de cet homme influent pour remporter la victoire.
Un soir, Ned Beaumont découvre le corps sans vie de Taylor Henry, le fils du sénateur, assassiné dans China Street, à deux pas du casino de Madvig. Il sortait avec Opal Madvig, ce qui ne plaisait ni au politicien, ni au chef de la pègre. 
Peu après cet événement, des lettres anonymes qui accusent Madvig d'être le meurtrier du jeune Taylor, sont envoyés à répétitions à divers acteurs du drame comme au milieu de la presse. Beaumont cherche à découvrir qui se cache derrière ces missives. Il sait que Madvig a des ennemis dans son propre camp depuis qu'il a refusé, par calculs politiques, de faire sortir de prison un de ses hommes de main. Il apprend également que Shad O'Rory, chef de la bande rivale de cette petite ville en banlieue de New York, a des vues expansionnistes. Aussi est-il intervenu en faveur du prisonnier. Il cherche par ce moyen à déstabiliser et à prendre l'avantage sur le clan Madvig. Les tensions atteignent bientôt leur paroxysme entre les deux factions. Pour désamorcer le tout, Beaumont infiltre la bande à O'Rory en laissant croire qu'il est en froid avec Madvig et qu'il veut passer dans l'autre camp. Le subterfuge réussit à moitié, mais Beaumont parvient à neutraliser O'Rory et sa bande. 
Le mystère du meurtre de Taylor reste toutefois entier, mais Ned Beaumont est maintenant convaincu que Madvig lui ment et qu'il est lié à l'affaire plus qu'il ne le prétend. Le chapeau de la victime, un indice en apparence banale, lui permet, au terme d'une enquête qui lui aura valu bien des désillusions sur ceux en qui il avait mis sa confiance, de résoudre l'énigme de façon surprenante.

## Personnages
- Ned Beaumont : détective amateur et homme de main de Madvig, dont il est l'ami ; il trouve dans la rue le cadavre du jeune Taylor Henry
- Paul Madvig : homme d'affaires associé à une salle de jeu florissante qui contrôle les activités illicites des environs ; ami de Ned Beaumont ; amoureux de Janet Henry
- Sénateur Henry : homme politique en campagne électorale et père de Taylor et Janet Henry
- Janet Henry : fille du sénateur Henry, elle est courtisée par Paul Madvig, qu'elle déteste
- Shad O'Rory : gangster rival de Madvig dans le contrôle des salles de jeu et le trafic de l'alcool
- Bernie : parieur de peu d'envergure sur lequel Beaumont fait un temps reposer la responsabilité du meurtre de Taylor Henry
- Jack : détective privé embauché par Ned Beaumont pour filer Bernie
- Michael : district attorney
- Jeff : garde du corps de O'Rory

## Particularités du roman
- Ce « roman noir par excellence se déroule dans une petite ville de l'Est jamais nommée (sans doute Baltimore, où Hammett passa une partie de son enfance) et livrée à la guerre des gangs »[1].

- « La narration objective appliquée stricto sensu ne [...] permet jamais de connaître [les] pensées [du héros], ses désirs, ni d'ailleurs ceux des autres personnages. Grâce à cette technique à la troisième personne, le suspense est entretenu jusqu'au bout sur la base du « paraître » de la culpabilité de Madvig et de la trahison de Beaumont »[2].

- Le roman contient un passage qui raconte un rêve où se multiplient les images à fortes connotations psychanalytiques.

## Honneurs
La Clé de verre occupe la 31e place au classement des cent meilleurs romans policiers de tous les temps établi en 1990 par la Crime Writers' Association. 
La Clé de verre occupe aussi la 88e place au classement des cent meilleurs livres policiers de tous les temps établi par en 1995 l'association des Mystery Writers of America.

## Éditions
Édition originale en anglais
- (en) Dashiell Hammett, The Glass Key, New York, Alfred A. Knopf, 1931

Éditions françaises
- Dashiell Hammett (auteur) et P.J. Herr (traducteur), La Clé de verre [« The Glass Key »], Paris, Gallimard, coll. « Les Chefs-d'œuvre du roman d'aventures », 1932 (BNF 32219794) ; P. J. Herr sur data.bnf.fr
- Dashiell Hammett (auteur), P.J., Herr (traducteur), Renée Vavasseur (traducteur) et Marcel Duhamel (traducteur), La Clé de verre [« The Glass Key »], Paris, Gallimard, coll. « Série noire no 23 », 1949, 251 p. (BNF 32219795) ; Renée Vavasseur sur data.bnf.fr
- Dashiell Hammett (auteur), P.J., Herr (traducteur), Renée Vavasseur (traducteur) et Marcel Duhamel (traducteur), La Clé de verre [« The Glass Key »], Paris, Le Livre de poche, coll. « Le Livre de poche no 1569 », 1965, 256 p. (BNF 41653374)
- Dashiell Hammett (auteur), P.J. Herr (traducteur), Renée Vavasseur (traducteur) et Marcel Duhamel (traducteur), La Clé de verre [« The Glass Key »], Paris, Gallimard, coll. « Carré noir no 97 », 1972, 247 p. (BNF 35144665)
- Dashiell Hammett (auteur), P.J. Herr (traducteur), Renée Vavasseur (traducteur) et Marcel Duhamel (traducteur), La Clé de verre [« The Glass Key »], Paris, Gallimard, coll. « Folio no 2234 », 1991, 282 p. (ISBN 2-07-038334-2, BNF 35411250)
- Dashiell Hammett (auteur), P.J. Herr (traducteur), Renée Vavasseur (traducteur) et Marcel Duhamel (traducteur) (trad. de l'anglais), La Clé de verre [« The Glass Key »], Paris, Gallimard, coll. « Folio policier no 17 », 1998, 282 p. (ISBN 2-07-040651-2, BNF 37029198)
- Dashiell Hammett (auteur), Pierre Bondil (traducteur) et Natalie Beunat (traducteur) (trad. de l'anglais), La Clé de verre [« The Glass Key »], Paris, Gallimard, coll. « Quarto », 2009, 1057 p. (ISBN 978-2-07-078329-8, BNF 42050465) ; Pierre Bondil sur data.bnf.fr, Natalie Beunat sur data.bnf.fr Ce volume omnibus réunit dans de nouvelles traductions intégrales les romans suivants : Moisson rouge ; Sang maudit ; Le Faucon maltais ; La Clé de verre ; L'Introuvable.
- Dashiell Hammett (auteur), Pierre Bondil (traducteur) et Natalie Beunat (traducteur) (trad. de l'anglais), La Clé de verre [« The Glass Key »], Paris, Gallimard, coll. « Folio policier no 680 », 2013, 304 p. (ISBN 978-2-07-044710-7)

## Adaptations au cinéma
- 1935 : La Clé de verre (The Glass Key), film américain réalisé par Frank Tuttle, avec George Raft (Ed Beaumont), Claire Dodd (Janet Henry) et Edward Arnold (Paul Madvig)
- 1942 : La Clé de verre (The Glass Key), film américain réalisé par Stuart Heisler, adaptation du roman éponyme sur un scénario de Jonathan Latimer, avec Alan Ladd (Ed Beaumont), Veronica Lake (Janet Henry) et Brian Donlevy (Paul Madvig)

Outre les deux adaptations cinématographiques ci-dessus, dont la plus célèbre avec Alan Ladd et Veronica Lake, les scénarios de Le Garde du corps (1961), film japonais réalisé par Akira Kurosawa, Pour une poignée de dollars (1964), un western spaghetti de Sergio Leone, et de Miller's Crossing (1990), film noir américain des frères Coen s'inspirent plus ou moins largement du roman de Dashiell Hammett.

### À la télévision
- 1949 : The Glass Key, épisode 13, saison 1, de la série télévisée américaine Studio One, réalisé par George Zachary.

### Sources et bibliographie
- Claude Mesplède, Dictionnaire des littératures policières, vol. 1 : A - I, Nantes, Joseph K, coll. « Temps noir », 2007, 1054 p. (ISBN 978-2-910686-44-4, OCLC 315873251), p. 439-440 (Notice La Clé de verre)
- Jean Tulard, Dictionnaire du roman policier : 1841-2005. Auteurs, personnages, œuvres, thèmes, collections, éditeurs, Paris, Fayard, 2005, 768 p. (ISBN 978-2-915793-51-2, OCLC 62533410), p. 157-158 (Notice La Clé de verre).